# Сюзън Карол
Сюзън Карол (на английски: Susan Carroll) е американска писателка на бестселъри в жанра исторически и съвременен любовен роман. Писала е под псевдонимите Сюзан Копола (на английски: Susan Coppula) и Серена Ричардс (на английски: Serena Richards).

## Биография и творчество
Сюзън Карол Кит е родена на 17 август 1952 г. в Летроб, Пенсилвания, САЩ. Израства в Ню Джърси и учи в гимназия в Мейс Лансинг. Завършва Университета на Индиана с бакалавърска степен по английски език и с втора специалност история.
Започва писателската си кариера през 1986 г. с историческия любовен роман „The Lady Who Hated Shakespeare“. За следващите си два романа е удостоена с престижната награда РИТА за нейните исторически регентски романси. С получената през 1999 г. трета награда РИТА за паранормалния романс „The Bride Finder“ влиза в Залата на славата на Писателите на романси на Америка.
Сюзън Карол живее в Рок Айлънд, Илинойс.

## Произведения

### Като Сюзън Карол

#### Самостоятелни романи
- The Lady Who Hated Shakespeare (1986)
- The Sugar Rose (1987) – награда РИТА
- Brighton Road (1988) – награда РИТА
- The Bishop's Daughter (1990)
- The Wooing of Miss Masters (1991)
- Mistress Mischief (1992)
- Christmas Belles (1992)
- Miss Prentiss and the Yankee (1993)
- The Valentine's Day Ball (1993)
- Black Lace and Linen (1994)
- Love Power (1994)
- The Painted Veil (1995)
- Parker and the Gypsy (1997)

#### Серия „Наследството на Сейнт Леджър“ (St. Leger Legacy)
1. The Bride Finder (1998) – награда РИТА за паранормален любовен роман
2. The Night Drifter (1999)
3. Midnight Bride (2001)

#### Серия „Черната кралица“ (Dark Queen)
1. The Dark Queen (2005)
2. The Courtesan (2005)
3. The Silver Rose (2006)
4. The Huntress (2007)
5. Twilight of a Queen (2009)
6. The Lady of Secrets (2012)

#### Сборници
- Brighton Road / The Sugar Rose (1994)
- Mistress Mischief / The Lady Who Hated Shakespeare (1995)
- A Collection of Three Historical Romances (2014)

### Като Сюзан Копола

#### Самостоятелни романи
- Ангелът на отмъщението, Avenging Angel (1991)

#### Серия „Зимната Мейси“ (Winter Macy)
- Winterbourne (1987)
- Shades of Winter (1988)

### Като Серена Ричардс

#### Самостоятелни романи
- Маскарад, Masquerade (1989) (издаден в България под името на Сюзан Копола)
- Rendezvous (1991)
- Escapade (1991)